# Glande de Meibomius

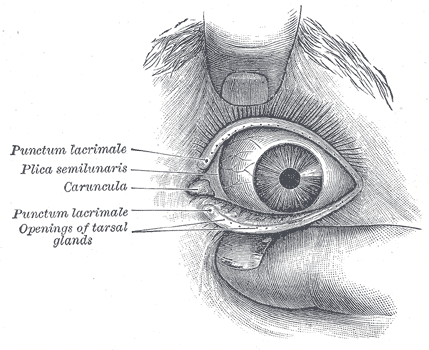
Lithographie de l'œil gauche, avec la paupière soulevée pour montrer la glande de Meibomius.

Les glandes de Meibomius ou glandes tarsiennes (ou tarsales) (à ne pas confondre avec les glandes lacrymales) sont des glandes sébacées situées dans l’épiderme des paupières.

## Anatomie
Les glandes de Meibomius sont situées dans le cartilage des paupières. Elles sont au nombre de 30 à 40 par paupière, orientées perpendiculairement au bord libre protégé par les cils. Leurs orifices, visibles, sont alignés sur ce bord. Ces glandes doivent leur nom au médecin allemand Heinrich Meibom qui en fit la découverte. 

## Fonctions
Les glandes de Meibomius sécrètent du meibum, un corps gras principalement composé de triglycérides, à l'extérieur et autour des yeux chez les êtres humains. Ces lipides s'ajoutent aux larmes et en composent la couche supérieure. 
Cette couche lipidique sert à éviter l'évaporation de l'eau des larmes. Grâce à la sécrétion de ces graisses, les larmes peuvent hydrater, nourrir, oxygéner et surtout lubrifier la cornée.

## Pathologie des glandes de Meibomius

### Chalazion
L'inflammation d'une glande de Meibomius s'appelle le chalazion. Celui-ci, assez fréquent, peut être interne ou externe. Le chalazion externe entraîne un épaississement de la paupière. Le chalazion interne provoque un larmoiement et un léger œdème sous la paupière.

### Concrétions des glandes de Meibomius
Chez le vieillard, des traînées grisâtres perpendiculaires au bord libre sont le signe de la présence de « calculs » situés dans les glandes tarsiennes. Ces calculs font saillie à la surface de la conjonctive et peuvent provoquer une inflammation locale ou de petits ulcères localisés à la partie inférieure de la cornée.

### Œil sec
L'œil sec est dû à un dysfonctionnement des glandes de Meibomius ou DGM dans 86 % des cas et à une insuffisance aqueuse dans 14 % des cas. Le DGM provient d'une carence de la couche lipidique qui provoque l'évaporation de l'eau des larmes. Cette carence en lipide donne une sensation de sécheresse de l'œil, de grains sous les paupières, d'inconfort obligeant à ciller plus souvent.

### Séborrhée des glandes de Meibomius
C’est une hypersécrétion des glandes tarsiennes, fréquente à la puberté ou à la ménopause. Des gouttelettes blanches se forment à l’orifice des glandes puis s'accumulent en mousse blanche au bord des paupières provoquant parfois des démangeaisons.